# Corbins
Corbins è un comune spagnolo di 1 105 abitanti situato nella comarca di Segrià della comunità autonoma della Catalogna, nella provincia di Lleida.

## Geografia fisica
Il comune si trova alla confluenza dei fiumi Segre e Noguera Ribagorçana ed è collegato a Lleida da una strada locale in costruzione parallela al Segre.

## Società

### Evoluzione demografica
| 1900 | 1930 | 1950 | 1970 | 1986 | 2007 |
| ---- | ---- | ---- | ---- | ---- | ---- |
| 959  | 1105 | 1009 | 1067 | 1034 | 1340 |